# Funky Groove
Funky Groove – polski zespół muzyczny z gatunku fusion i jazzu elektrycznego.
Grupa powstała na początku lat 90. z inicjatywy gitarzystów Artura Lesickiego i Marka Napiórkowskiego. Aktualny skład uzupełniają jeszcze Marcin Jahr (perkusja) i Tomasz Grabowy (gitara basowa). 
Funky Groove na swoim koncie posiada dwie płyty, z których obie uznane zostały przez czytelników magazynu Gitara i Bas za płyty roku (Funky Groove – jazzową gitarową płytą roku 1997, zaś Go To Chechua Mountain – jazzową płytą roku 2002). W roku 2003 zespół otrzymał nagrodę za najlepszy jazzowy zespół elektryczny, przyznaną przez czytelników magazynu Jazz Forum.
W nagraniu drugiej płyty gościnnie udział wzięli Dorota Miśkiewicz i Nippy Noya.

## Dyskografia
- (1997) – Funky Groove (PolyGram Polska)
- (2002) – Go To Chechua Mountain (GRAMI)